# Norops notopholis
Norops notopholis är en ödleart som beskrevs av  George Albert Boulenger 1896. Norops notopholis ingår i släktet Norops och familjen Polychrotidae. Inga underarter finns listade i Catalogue of Life.